# ثوم نجمي
ثوم نجمي (الاسم العلمي: Allium stellatum) هو نوع من النباتات يتبع جنس الثوم من فصيلة النرجسية.